# Pride & Glory
Pride and Glory foi um projeto musical estadunidense iniciado em 1991 por Zakk Wylde, ex-guitarrista de Ozzy Osbourne, e que atualmente é o front man do black label society.
Reunidos durante a turnê de 1991 do album No More Tears(suposta aposentadoria de ozzy). A banda foi originalmente chamada de Lynyrd Skynhead, incluindo seções ritmicas do ex-baixista do White Lion,James LoMenzo, o baterista Greg D'Angelo ao lado de Zakk.
Embora creditadas apenas como "faixas solos de Zakk", esse line-up liberou duas faixas individuais;  um instrumental estridente do Sul dos EUA intitulada "Farm Fiddlin" e uma compilação chamada "The Guitars That Rule the World"(1991) e um cover de blues "Baby Please Don't Go"(1992).
No início de 1994 D'Angelo foi substituído por Brian Tichy, foi neste tempo que a banda mudou seu nome para Pride & Glory, e em maio lançou seu primeiro auto-intitulado - e único - álbum, na Geffen Records. Em junho do mesmo ano, a banda se apresentou no palco principal do Donington Monsters of Rock Festival, na inglaterra.Em Novembro de 1994 LoMenzo deixou a banda após a turnê do Japão.Três dias antes do início de sua turnê pelos EUA. Zakk conseguiu encontrar um substituto para James, seu amigo de longa data John 'J.D.' DeServio.
A banda fez seu último show em 10 de dezembro de 1994, em Los Angeles, em que Slash, ex-guitarrista da popular banda de rock Guns N' Roses (atualmente no projeto com Myles Kennedy and The Conspirators) participou tocando as musicas "Voodoo Child" e "Red House "com a banda.

## Discografia - Álbuns
- Pride and Glory (1994)

### Singles
- Losin' Your Mind (1994)
- Horse Called War (1994)
- Troubled Wine (1994)